# Pokładówka

Kabinowy jacht żaglowy z pokładówką.

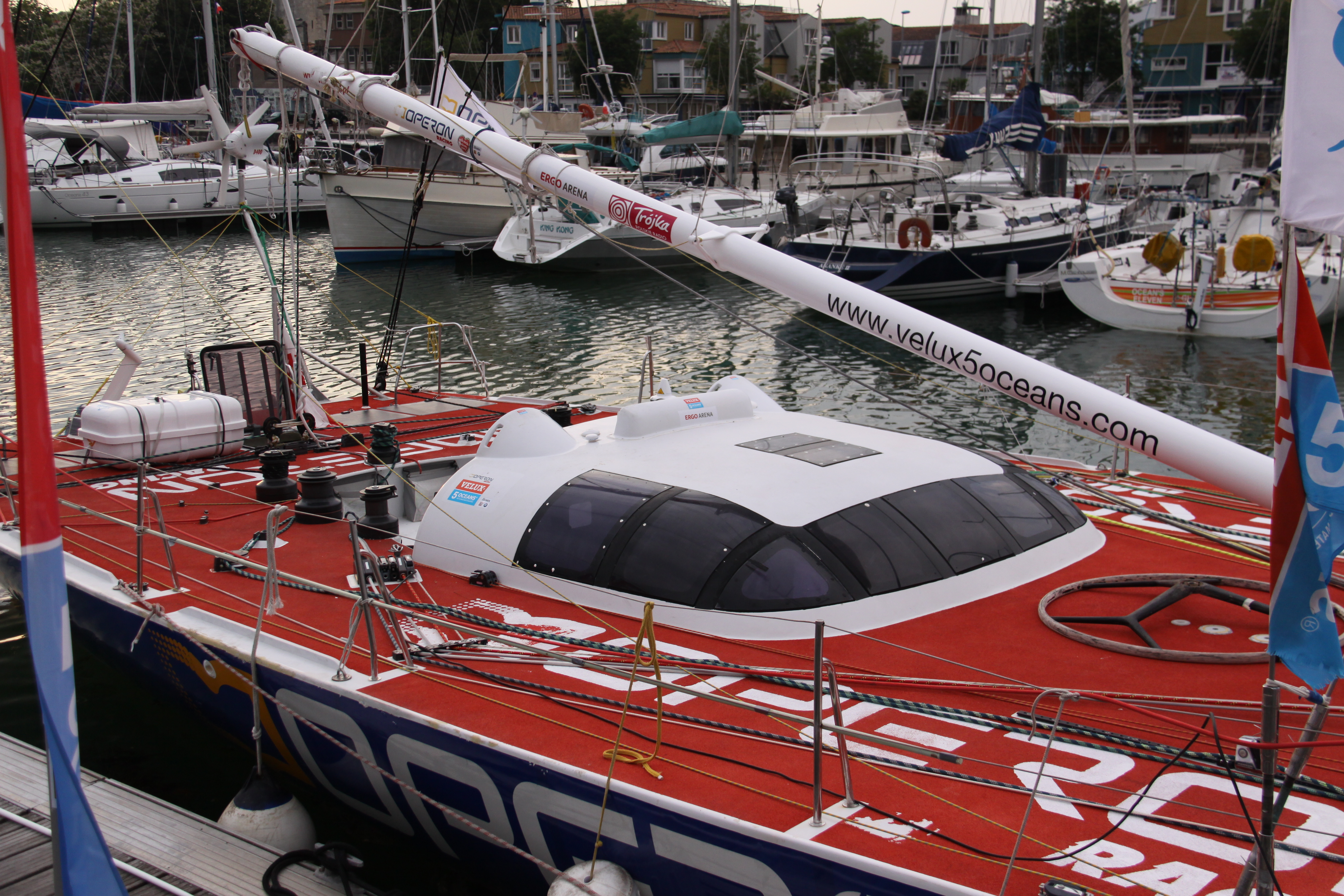
Pokładówka regatowego jachtu żaglowego.

Pokładówka − niskie, skrzyniowe, o lekko wypukłym dachu wyniesienie pokładu, stanowiące lokalne podwyższenie przestrzeni podpokładowej na jachcie, statku lub innej jednostce pływającej. Na jachtach laminatowych może być wyprofilowane z formy pokładu. Pokładówka może posiadać w bocznych ścianach wąskie, nieotwieralne iluminatory, a na górnej powierzchni świetliki lub inne otwory np. wentylacyjne. Często konstrukcja pokładówki jest na tyle mocna, że można po niej chodzić tak, jak po reszcie pokładu (szczególnie na mniejszych jednostkach). Od dziobu jachtu pokładówka może w sposób płynny przechodzić w pokład dziobowy. Na górnej powierzchni pokładówki mogą znajdować się również luki (włazy) spełniające jednocześnie rolę iluminatorów, natomiast tylna część pokładówki z reguły kończy się zejściówką. Po obu bokach pokładówki od strony burt znajdują się półpokłady. Na pokładówce montuje się handrelingi służące jako poręcze. Przez dach pokładówki może przechodzić kolumna masztu. Niekiedy spotkać można wbudowaną w pokładówkę kopułę wykonaną ze szkła akrylowego będącą stanowiskiem sterowania wewnętrznego. Istotną rolę odgrywa ciężar pokładówki, gdyż wpływa on znacząco na położenie środka ciężkości jachtu, a więc i na dynamikę żeglugi. Zazwyczaj pokładówki wykonuje się z materiałów lekkich, takich jak kompozyt, sklejka lub hydronalium.
Na większych jednostkach pływających pokładówki są konstrukcjami otaczającymi z boków i zamykającymi od góry każdy większy otwór w pokładzie. Mogą przykrywać oraz doświetlać i lokalnie podwyższać takie pomieszczenia jak: schowki, magazyny i ładownie, oraz zejścia pod pokład.
W przypadku jachtów, pokładówka nie zajmuje całej szerokości pokładu, czym różni się od nadbudówki, która na jachtach zawsze sięga burt (jednak na większych statkach wodnych pojęcie nadbudówki jest nieco inne). Ponadto pokładówka jest zwykle niższa od nadbudówki i zazwyczaj nie sięga nawet nadburcia.